# BM72
La BM72 est l'un des deux types de rames automotrices électriques utilisées par la compagnie ferroviaire norvégienne NSB pour le trafic de banlieue à Oslo sur Jærbanen et entre Stavanger et Sandnes. 36 rames furent achetées pour remplacer les rames BM69 vieillissantes. L'introduction de ces rames a commencé en 2002.

## Caractéristiques
Chaque rame BM72, conçue et fabriquée par le constructeur italien AnsaldoBreda, se compose de quatre caisses (rame quadricaisses) et ses fenêtres sont beaucoup plus larges que celles des rames BM69.

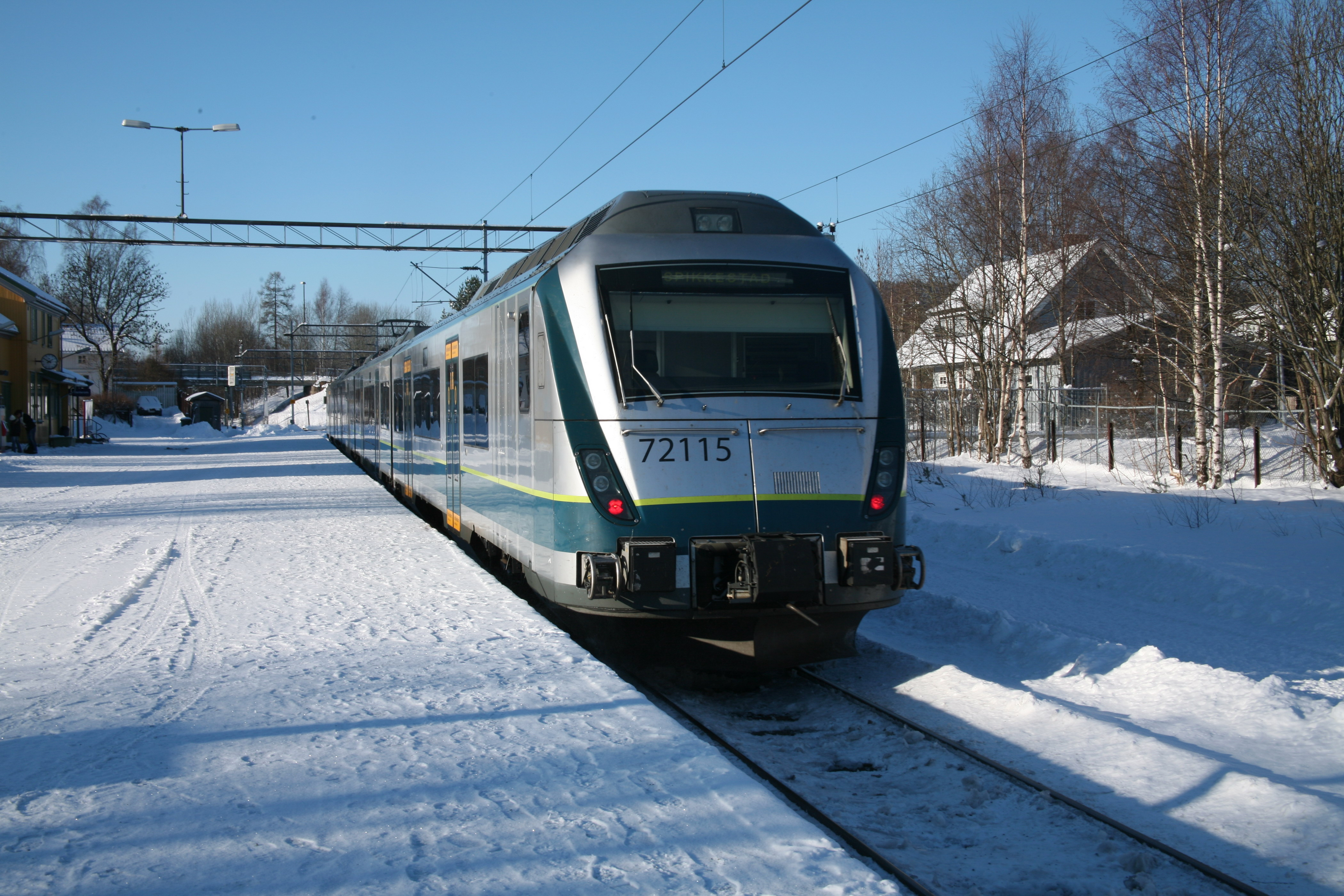